# Hôtel du Palais de Lillafüred
L'Hôtel du Palais de Lillafüred (en hongrois : lillafüredi Palotaszálló) est un édifice situé à Miskolc, dans le lieu-dit de Lillafüred en lisière du Bükk.